# Newcastle Central (estação ferroviária)
Newcastle Central (também conhecida simplesmente como Newcastle e, localmente, como Central Station) é uma importante estação ferroviária em Newcastle upon Tyne, Inglaterra. Está localizada na East Coast Main Line, cerca de 432 quilômetros (270 mi) ao norte de London King's Cross.
A estação foi inaugurada em agosto de 1850, como parte da então Newcastle & Carlisle Railway e York, Newcastle & Berwick Railway. Agora um edifício listado como Grau I pelo Patrimônio Histórico Inglês, está localizado na área de Grainger Town, a oeste do Newcastle Castle. Em Britain's 100 Best Railway Stations (em tradução livre, 100 melhores estações ferroviárias da Grã-Bretanha), de Simon Jenkins, Newcastle Central foi uma das únicas dez a conquistar cinco estrelas.
A linha principal que serve a estação é a East Coast Main Line, de Londres a Edimburgo, via Yorkshire e Newcastle. Também serve a Durham Coast Line, para Sunderland, Hartlepool e Middlesbrough, e a Tyne Valley Line, para Hexham e Carlisle. Os serviços de longa distância são operados pela London North Eastern Railway, TransPennine Express e CrossCountry, enquanto a Northern Trains opera serviços locais. A estação de metrô Central Station, da Tyne and Wear Metro, está situada abaixo da estação ferroviária. 

## Construção e inauguração

### Concepção
Um projeto para uma estação central foi proposto por Richard Grainger e Thomas Sopwith em 1836, mas não foi levado adiante.
A Newcastle and Carlisle Railway concordou em renunciar à sua insistência em usar exclusivamente seu terminal Redheugh, na margem sul do rio Tyne, seguindo a ideia de George Hudson de criar uma estação geral ao norte do Tyne, perto de Spital Tongues. Em vez de cruzar o rio por uma ponte de nível baixo e subir até Spital por uma inclinação com cordas, eles construiriam uma extensão de travessia em Benwell and Scotswood, aproximando-se pela margem norte. Eles abriram esta linha e uma estação temporária em Forth, com os trens de passageiros começando a usá-la em 1º de março de 1847.
Hudson, conhecido como o "Railway King" (Rei da Ferrovia), estava se concentrando em conectar seu portfólio de ferrovias para unir Edimburgo, na Escócia, à rede inglesa. Sua Newcastle and Berwick Railway obteve autorização por meio de um Ato do Parlamento em 1845 mas, por enquanto, deveria usar a ferrovia Newcastle and North Shields, em Carliol Square. A construção de uma travessia do Tyne, obviamente, seria um processo demorado, de modo que ele deu baixa prioridade à construção da estação geral. A travessia de Tyne tornou-se a High Level Bridge, considerado o trabalho histórico de engenharia mais notável da cidade.
Em fevereiro de 1846, a Newcastle and Carlisle Railway pressionou para que a estação geral fosse construída. O arquiteto John Dobson foi nomeado por Hudson para projetá-la, em associação com os engenheiros Thomas Elliot Harrison e Robert Stephenson. Gibson Kyle era escriturário de obras. A essa altura, o alinhamento geral das ferrovias de Hudson estava ficando claro: uma linha principal do sul via Gateshead se aproximaria pela High Level Bridge , entrando na estação central pelo leste; a linha da Newcastle & Berwick seria estendida de Carliol Square e também entraria pelo leste; os trens de Londres para a Escócia inverteriam na nova estação. Os trens da Newcastle & Carlisle Railway entrariam naturalmente pelo oeste.

### Design definitivo

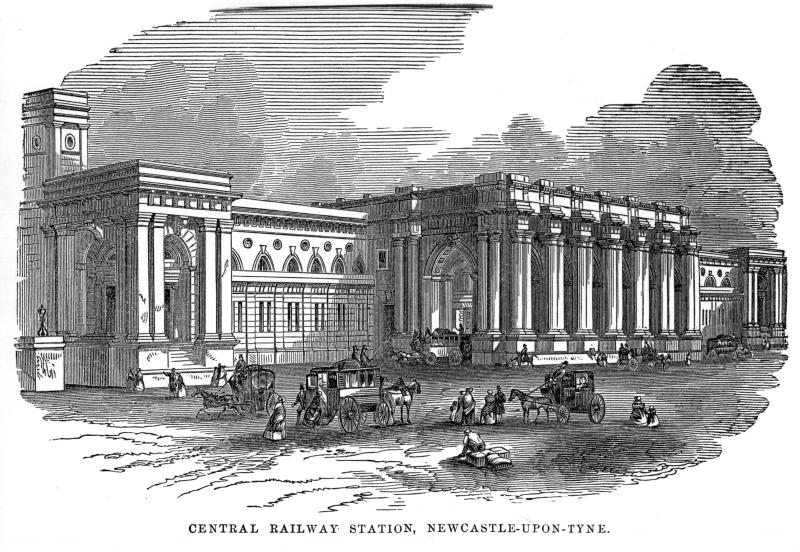
Exterior da estação em 1867

Dobson elaborou planos gerais para a estação, agora chamada de Estação Central, em uma ampla curva em frente à Neville Street, de modo a acomodar o alinhamento das ferrovias que se aproximam a leste e oeste. Tratava-se de um "desenho romano-italiano com obra ornamental da ordem dórica". Duas linhas de plataforma foram mostradas, com três plataformas sem saída na extremidade oeste e duas na extremidade leste. Deveria haver três telhados de galpões com vãos de 18 metros. Grandes escritórios, bem como áreas de descanso, foram mostrados, e deveriam haver carruagens cobertas no lado da Neville Street, estendendo-se do porte-cochère em cada extremidade.
Em 7 de Agosto de 1847, um contrato foi assinado para Mackay e Blackstock pela parte principal da obra, por £92000 (o equivalente a mais £8,4 milhões em 2019). Uma quantidade considerável de alicerces foi necessária no local, antes do trabalho de construção propriamente dito.
A obra não progrediu rapidamente e, em 1849, o conjunto de companhias ferroviárias de Hudson sofreu um choque financeiro. Em uma época de negociações mais difíceis e um mercado financeiro mais apertado, as condutas pessoais de Hudson foram expostas como duvidosas. A York, Newcastle e Berwick Railway foi formada pela fusão das empresas menores anteriores, e desejava reduzir substancialmente o compromisso financeiro com a Estação Central; a acomodação em hotel e o passeio de carruagem coberta foram eliminados. Uma das plataformas de passagem também foi retirada do plano.
Conforme construído, o local cobria 3 acres (cerca de 12140m2) e o comprimento das faces da plataforma era de aproximadamente 759m.

### Inauguração pela Rainha

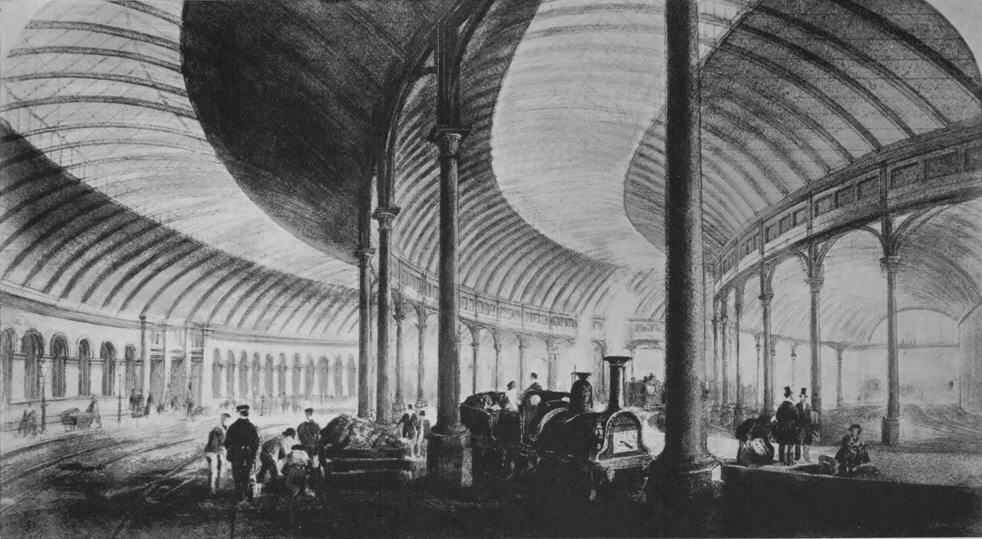
O galpão de trens da Newcastle Central logo após a inauguração

A construção do galpão foi mais rápida e, em 29 de agosto de 1850, a Rainha Vitória visitou a estação de trem, inaugurando-a formalmente. O dia foi declarado feriado em Newcastle. No dia seguinte, os trens YN&BR foram desviados para lá. 
As plataformas foram posicionadas 15 polegadas (pouco mais de 38 cm) acima do nível do trilho. A estação era iluminada a gás; foi feita uma demonstração de iluminação elétrica com arco, mas ainda não era uma possibilidade prática para um grande espaço como aquele.
O galpão de trens foi, juntamente com a estação Lime Street, em Liverpool, o primeiro a ser projetado e construído na Grã-Bretanha usando vigas curvas de ferro forjado para suportar um telhado arqueado. A grande seção das vigas foi fabricada usando placas de rede curvas especialmente enroladas usando rolos chanfrados; a nova técnica foi criada por Thomas Charlton, da Hawks Crawshay, e estimou-se que economizou 14% no custo da ferragem do telhado, em comparação com o corte de placas retilíneas.
A estação foi compartilhada desde o início pela Newcastle and North Shields, que abandonou seu términal anterior em Carliol Square, a leste, que funcionava desde 1839. A Newcastle and Carlisle Railway começou a usar a Estação Central a partir de 1 de janeiro de 1851, também abandonando sua términal anterior, em Forth.
Em 1861, a YN&BR já havia se fundido com outras para formar a North Eastern Railway, e agora desejava fundir-se com a Newcastle and Carlisle. A Corporation of Newcastle aproveitou a oportunidade do projeto de lei parlamentar necessário para esta nova fusão para insistir na construção do porte-cochère abandonado, e este foi projetado por Thomas Prosser, com conclusão em 1863.

### Expansão
Na década de 1860, o serviço de trem de passageiros estava aumentando consideravelmente, especialmente com a abertura de ramais. As seis plataformas foram aumentadas para nove em 1871, para doze em 1877, e depois para quinze em 1894. O aumento do tráfego continuou, assim como o do comprimento dos trens, e ficou claro que uma grande extensão da estação era essencial. Newcastle recebeu o status de cidade em 1882 e apoiava o trabalho de expansão da estação, vendo-o como uma melhoria cívica. A Forth Street foi deslocada para o sul e dois novos telhados de galpão cobriam uma extensão da estação naquela direção; além disso, ocorreu uma grande expansão para o leste, com plataformas adicionais no lado norte. O trilho de passagem original foi bloqueado para formar as bay platform leste e oeste, de modo que ainda havia apenas três linhas de plataforma de passagem. Esta obra foi concluída em 1894. Nesta fase, o telhado cobria sete hectares e meio de área (cerca de 75000m2); havia quinze plataformas com um comprimento de 3000 jardas (pouco mais de 2700m).

### Killingworth Billy
Em 1901, uma das primeiras locomotivas a vapor estava em exibição na estação, conforme artigo da The Railway Magazine:
A estação é ainda agraciada por um pedestal sobre o qual está uma curiosa locomotiva velha regozijando-se com o nome de "Billy". A verdadeira história inicial de "Billy" está quase velada nas brumas da antiguidade, e foi apenas por meio de uma investigação diligente que o Sr. Holliday, o chefe da estação, foi capaz de aprender um pouco de seus antecedentes. Que "ela" foi construída já em 1824-1826 é, no entanto, certo, e só por causa disso ela tem direito a uma introdução aos leitores da Railway Magazine que até agora desconheciam de sua existência. Por cerca de cinquenta e cinco anos (até 1879) ela prestou um bom serviço, primeiro em Springwell e, posteriormente, na mina de carvão Killingworth, de onde ela realmente viajou até Newcastle, em 1881, para celebrar o centenário de George Stephenson.
Uma imagem da locomotiva no artigo tem a legenda "Puffing Billy", mas não é a locomotiva Puffing Billy de 1814, que está atualmente em exibição no Science Museum, em Londres. A locomotiva em exibição, na verdade, tratava-se de outra conhecida simplesmente como Billy (construída em 1826), e apresentada à Newcastle upon Tyne Corporation para preservação em 1881. Inicialmente, foi exibida em um pedestal na extremidade norte da High Level Bridge, mas foi transferido para o interior da Newcastle Central em 1896; lá permaneceu até 1945, quando foi transferido para o então Municipal Museum of Science and Industry, atual Discovery Museum, também em Newcastle; foi transferido, novamente, em 1981, desta vez para o Stephenson Railway Museum, nas proximidades de North Shields, onde ainda está em exibição.
A história inicial da locomotiva é incerta; é provavelmente uma locomotiva de George Stephenson, construída nas oficinas de Killingworth por volta de 1815–20.

## O Século XX
Em 1900, a North Eastern Railway começou a substituir a iluminação a gás da estação por equipamento de arco elétrico. O uso da eletricidade veio a partir de 1904, quando várias linhas suburbanas foram eletrificadas usando o chamado terceiro trilho, para formar o sistema Tyneside Eletrics. Trens elétricos foram introduzidos, usando a Newcastle Central a partir de 1 de julho daquele ano. Os trilhos nas plataformas 1 a 6 foram eletrificados com terceiros trilhos, e a plataforma 7 foi eletrificada mais tarde para lidar com trens elétricos para South Shields.

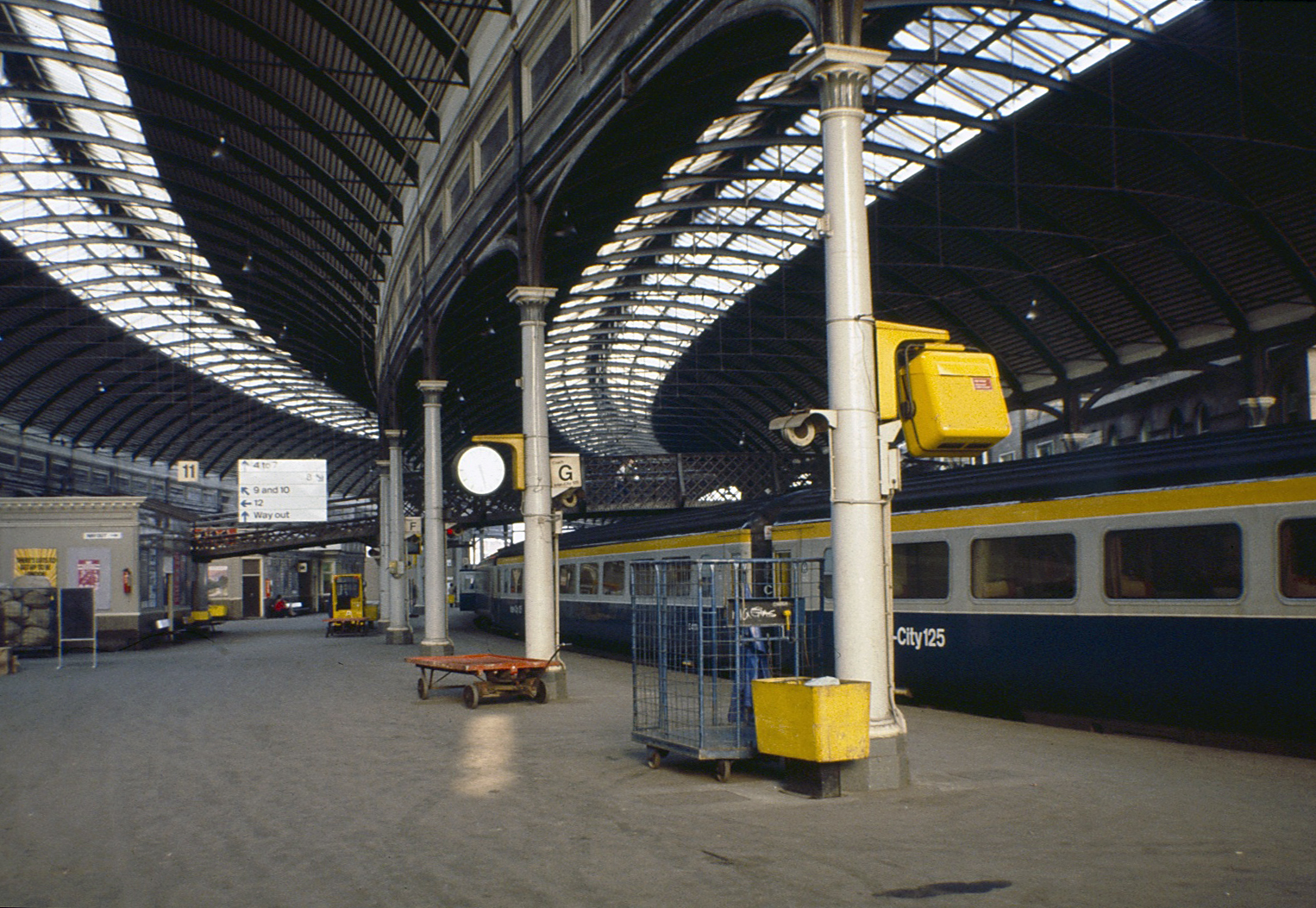
Um serviço da InterCity, serviços expresso de passageiros de longo curso da British Rail, em Newcastle em 1983

Outro grande desenvolvimento ocorreu em 1º de outubro de 1906, quando a ponte King Edward VII foi aberta, cruzando o rio Tyne a sudoeste da estação: desde 1850, os trens da East Coast Main Line entraram em Newcastle pelo sul através da High Level Bridge, em direção ao sudeste - isso significava, no entanto, que eles tinham que inverter para continuar sua jornada, o que prolongou os tempos de viagem e levou ao congestionamento na movimentada junção leste da estação. As quatro vias da King Edward corrigiram isso, permitindo que os trens norte-sul saíssem ou entrassem pelos dois lados da estação. A junção triangular no lado de Gateshead também permitiu maior flexibilidade, permitindo que trens de Sunderland usassem a nova ponte, se necessário.
Em 1909, a Newcastle Central se tornou a única grande estação no centro de Newcastle quando o antigo terminal da ferrovia Blyth and Tyne Railway, em New Bridge Street, foi fechado e seus trens desviados para a Central através de uma nova conexão com a estação Manors.

#### Estação de Metrô
O sistema Tyne and Wear Metro foi inaugurado em 1980, assumindo e melhorando muitas das rotas suburbanas de Tyneside que haviam declinado sob a administração da British Rail. A Estação Central subterrânea para trens do metrô foi construída no final da década de 1970, embaixo da estação da linha principal, e aberta em 1981. Parte do porte-cochère foi temporariamente desmontado durante os trabalhos de escavação. O sistema de metrô foi um sucesso considerável. Muitos serviços ferroviários convencionais foram transferidos para lá, e várias das plataformas da extremidade leste foram fechadas e convertidas para estacionamento e outros usos. A linha de Carlisle foi desviada para entrar em Newcastle pela ponte King Edward VII e um grande complexo comercial fora da cidade, o MetroCentre, foi inaugurado, com direito a uma estação no local.
O esquema de eletrificação da East Coast Main Line foi inaugurado em 1991 pela British Rail e, então, aproveitou-se a oportunidade para estender a estação para o sul, invadindo a área antes ocupada por trilhos usados por trens de carga, e que vinham sendo pouco usados desde a retirada de muitos serviços deste tipo na década de 1960. Uma nova plataforma foi fornecida, com duas faces divididas de modo a fornecer quatro plataformas numeradas, 5 a 8, geralmente utilizadas para trens locais.

## Serviços ferroviários

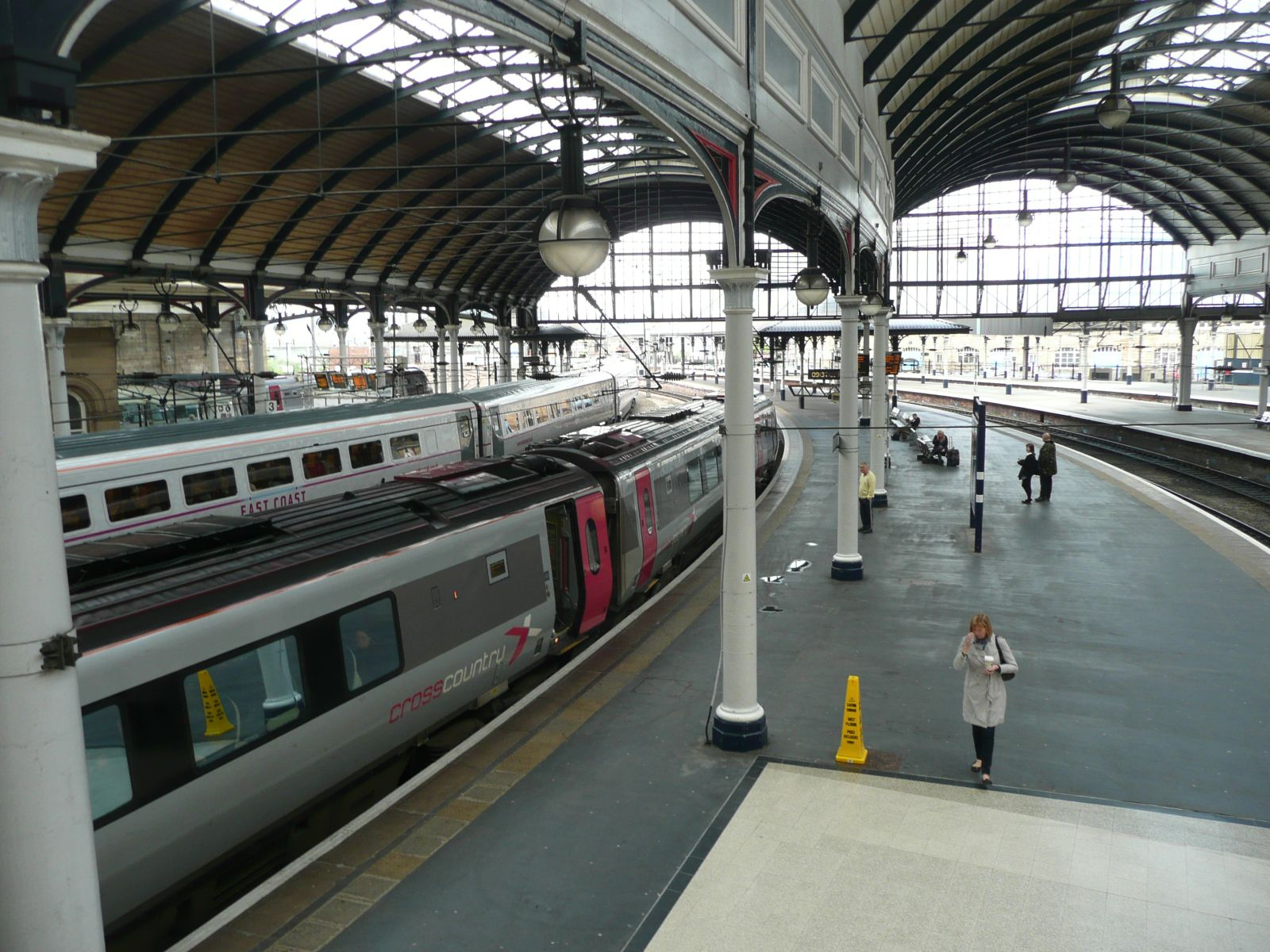
Trens da East Coast Main Line e da CrossCountry em plataformas opostas

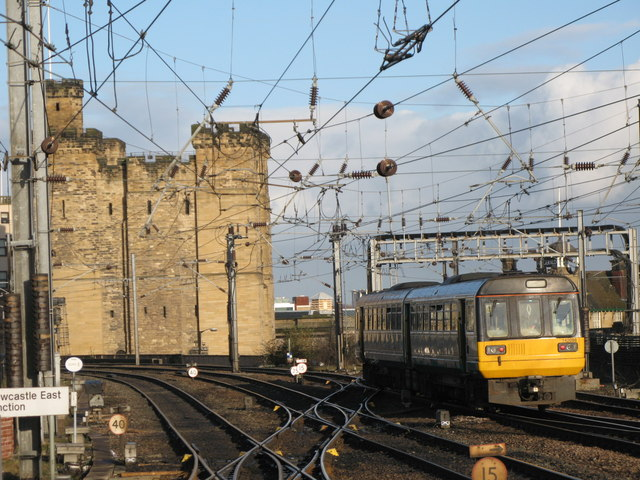
Um trem Northern Rail Classe 142 deixando a Newcastle Central em 2009, com o Newcastle Castle ao fundo

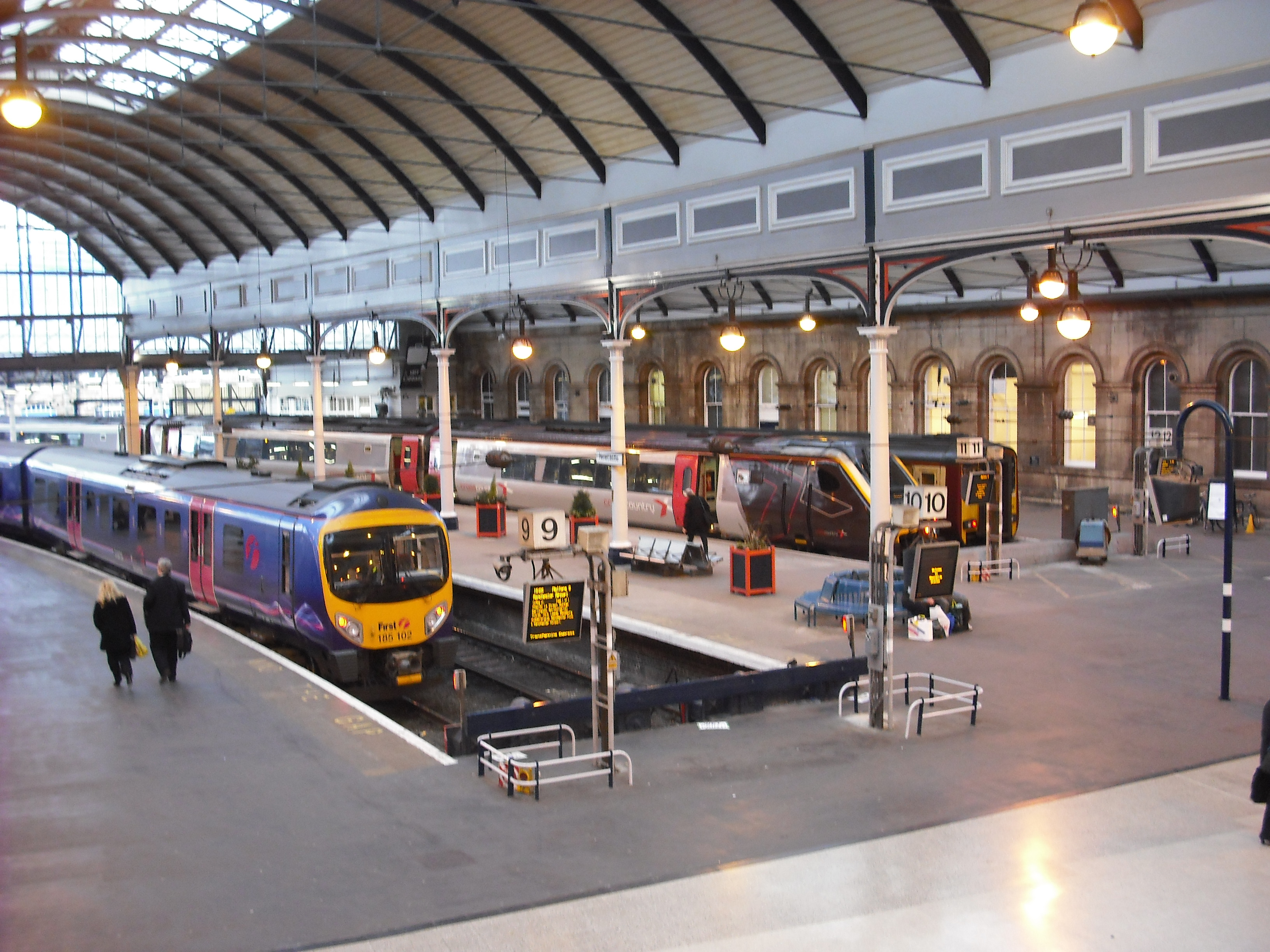
Trens da First TransPennine Express, CrossCountry e First ScotRail em Newcastle, em 2009

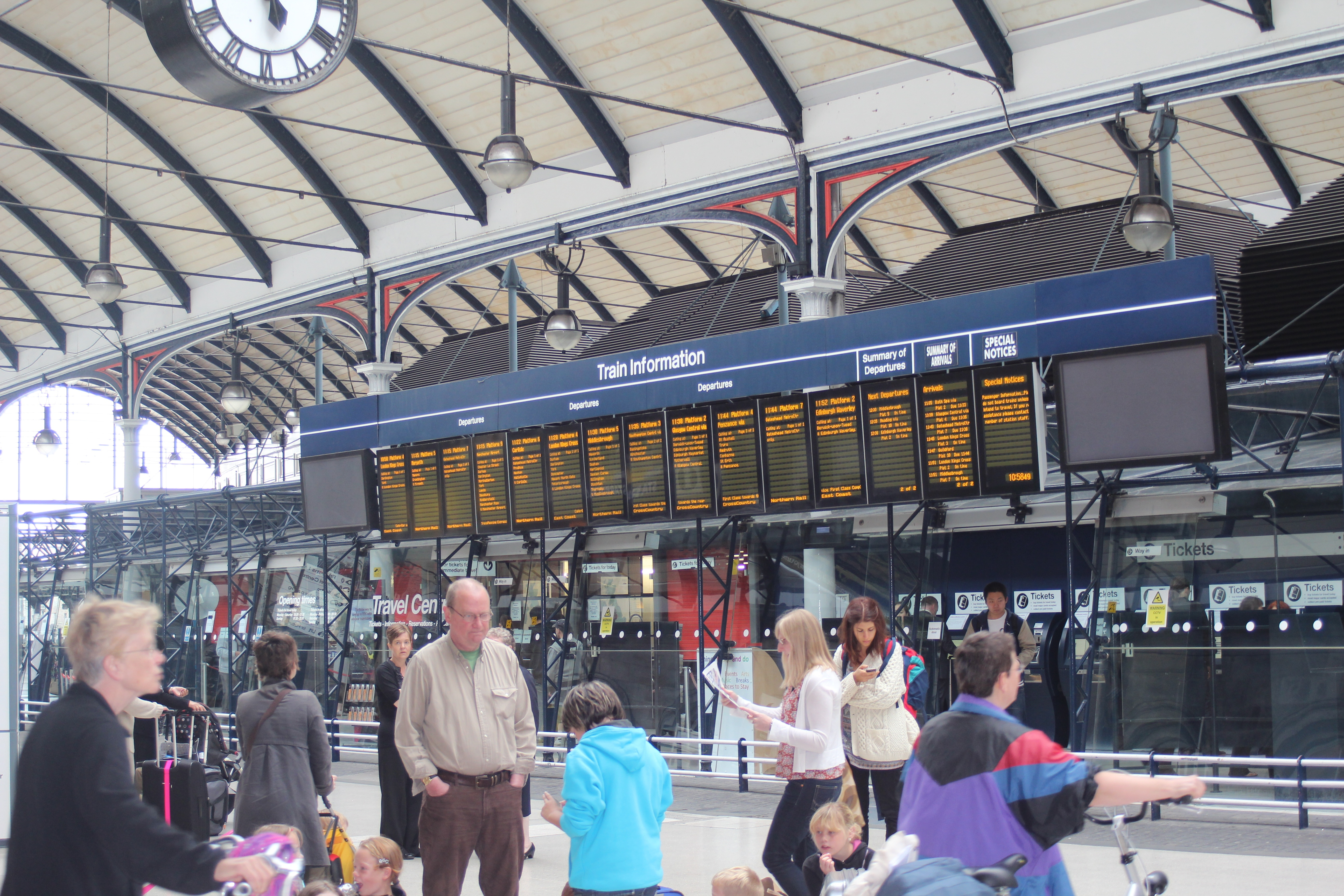
Quadro de partidas no saguão da estação principal, antes da reforma de 2014

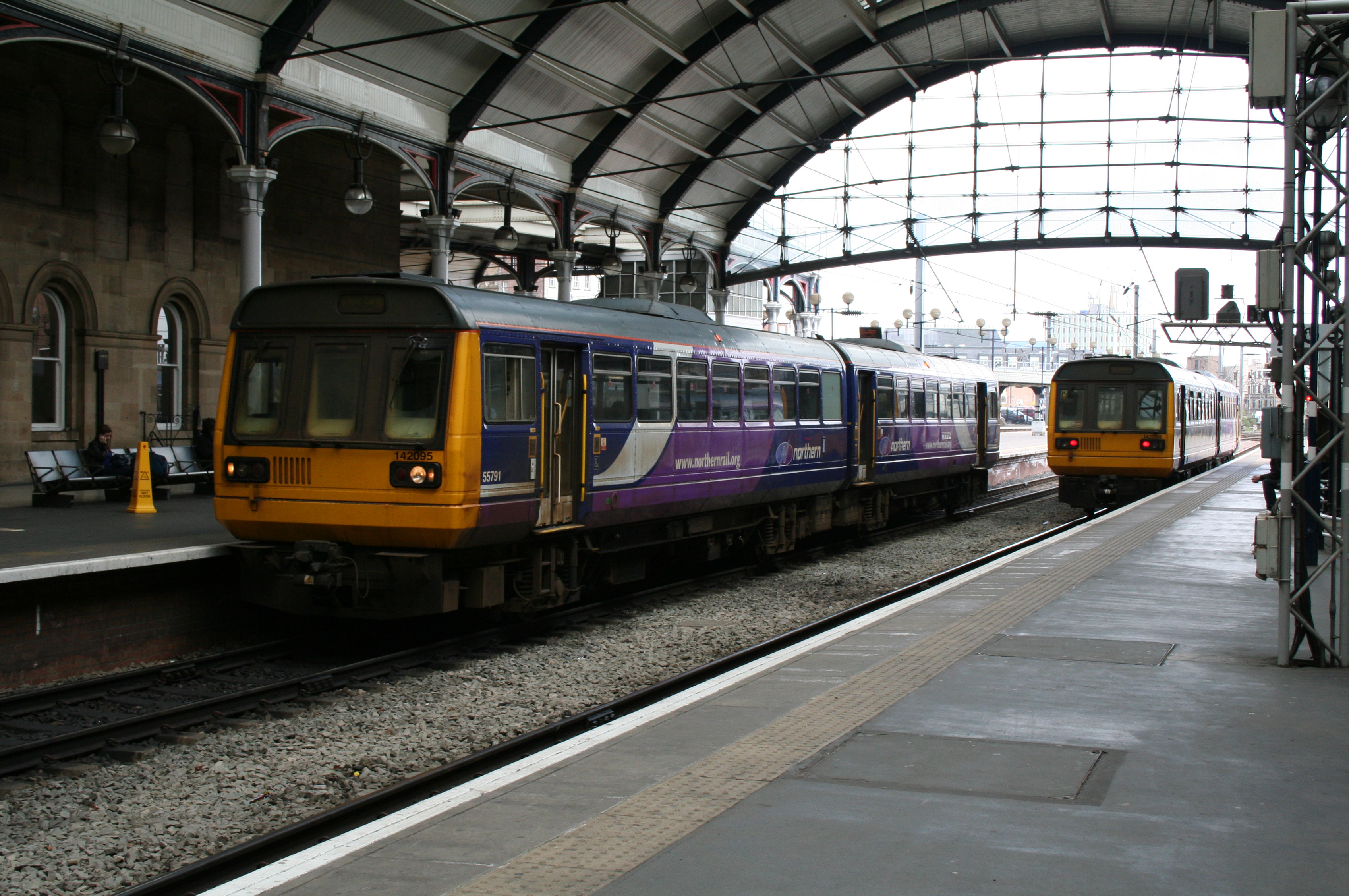
Serviços da Northern Rail chegando/partindo em Newcastle Central, em 2010

A estação Newcastle Central, administrada pela London North Eastern Railway, é a principal parada da East Coast Main Line.

### London North Eastern Railway
A London North Eastern Railway fornece serviços interurbanos de alta velocidade para o sul a cada meia hora para Londres (um rápido, outro semi-rápido), bem como 3 trens por 2 horas continuam em direção ao norte, para a Escócia. Um serviço também é fornecido todas as noites, de segunda a sexta-feira, de Newcastle a Sunderland.
- em direção ao norte, para Edinburgh Waverley, com escala em Berwick-upon-Tweed. Os serviços extras em horários de pico para Edimburgo também fazem parada em Morpeth, Alnmouth e Dunbar. Nos fins de semana, todos os serviços diurnos que chegam de Londres continuam para Edimburgo; 
  - 4 serviços são estendidos diariamente para Aberdeen
  - 1 serviço é estendido diariamente para a estação Glasgow Central
  - 1 serviço é estendido diariamente para Inverness
  - 1 serviço é estendido diariamente para Stirling

- em direção ao sul, para London King's Cross; 
  - 1 serviço semi-rápido com paradas em Durham, Darlington, Northallerton, York, Doncaster, Newark North Gate, Peterborough e outras estações da East Coast Main Line nos horários de pico, com um tempo de viagem de aproximadamente 3 horas e 20 minutos.
  - 1 serviço rápido com paradas em Darlington e York, apresentando um tempo de viagem de 2 horas e 50 minutos.
  - Serviços adicionais operam entre Edimburgo-Newcastle/York e entre Newcastle-York.

Material rodante: Class 800 e Class 801

#### Flying Scotsman
- O Flying Scotsman é um serviço matinal em funcionamento desde 1862, operado pela London North Eastern Railway, de Edinburgh Waverley para London King's Cross, com parada apenas em Newcastle, chegando à capital inglesa às 09h40; não há nenhum serviço correspondente na direção norte.

Material rodante: Class 800

### CrossCountry
A CrossCountry opera serviços ao norte para a Escócia, complementando os serviços da London North Eastern Railway. Para o sul há dois trens por hora para o hub da operadora em Birmingham New Street, de onde se estendem em direção ao sudoeste e ao sul da costa;
- em direção ao norte, para Edinburgh Waverley, de hora em hora, continuando para Glasgow Central (a cada duas horas) ou Aberdeen (uma vez ao dia), com paradas na maioria das estações durante o trajeto.
- em direção ao sul e sudoeste da Inglaterra de hora em hora, ligando em Durham, Darlington, York, Leeds, Wakefield Westgate, Sheffield, Chesterfield, Derby, Burton-on-Trent, Birmingham New Street, Cheltenham Spa, Bristol Parkway, Bristol Temple Meads, Exeter St Davids e Plymouth. Três serviços continuam para Penzance.
- sentido sul para Reading de hora em hora, com paradas em Durham, Darlington, York, Doncaster, Sheffield, Derby, Birmingham New Street, Leamington Spa, Banbury e Oxford. Alguns serviços continuam para Southampton Central ou Guildford (uma vez ao dia).

Material rodante: Class 220, Class 221 e InterCity 125

### TransPennine Express
Newcastle serve como terminal para as operações da TransPennine Express de e para Manchester, e também vê os serviços de Liverpool chegando na estação em direção a Edimburgo.
Com a eletrificação da linha entre Manchester e Liverpool, a partir de maio de 2014 foi introduzido um novo horário que consiste em um serviço expresso de hora em hora entre Newcastle e Liverpool, via Leeds e Manchester, reduzindo os tempos de viagem para Liverpool para três horas, como parte do programa Northern Hub. Os serviços para Leeds/York também são complementados pela London North Eastern Railway e CrossCountry;
- sentido sul para Liverpool Lime Street, com paradas em Chester-le-Street, Durham, Darlington, Northallerton, York, Leeds, Huddersfield e Manchester Victoria.
- em direção ao sul para o Estação Manchester Airport, com escalas em Durham, Darlington, Northallerton, York, Leeds, Dewsbury, Huddersfield e Manchester Piccadilly.
- sentido norte para Edinburgh Waverley, ligando apenas em Morpeth.

Material rodante: unidade múltipla bimodal Class 802

### Northern Trains
A Northern Trains opera uma série de serviços regionais e de passageiros:
- em direção ao norte, na East Coast Main Line, para Cramlington e Morpeth, com serviços estendidos para Chathill nos horários de pico.
- rumo ao sul ao longo da Durham Coast Line, para Middlesbrough, com escalas em Heworth, Sunderland, Seaham, Hartlepool, Seaton Carew, Billingham, Stockton e Thornaby. A maior parte dos horários foi estendido até Nunthorpe para servir a nova estação ferroviária do James Cook University Hospital, em Middlesbrough.
- no sentido oeste, na Tyne Valley Line, para Carlisle, com paradas em MetroCentre, Prudhoe, Hexham, Haydon Bridge, Haltwhistle, Brampton e outros, em horários alternados.
- serviço lento na direção oeste, na Tyne Valley Line, para Hexham, com paradas em Dunston, MetroCentre, Blaydon, Wylam, Prudhoe, Stocksfield, Riding Mill, Corbridge e terminando em Hexham. Estendido para Carlisle nos horários de pico.
- 1 trem por hora opera entre as estações Newcastle Central e MetroCentre, fazendo escala em Dunston apenas durante o dia.

Material rodante: unidades multiplas a diesel Class 156 e Class 158

## Futuro

### East Coast Trains
Em maio de 2016, a Office of Rail and Road (ORR), agência governamental responsável pelas rodovias e ferrovias britânicas, deu luz verde a uma nova operadora chamada East Coast Trains, que operaria serviços para Edinburgh Waverley via Stevenage, Newcastle e Morpeth. A operação começaria a operar em 2021.

### PropostaNorthumberland Linepara Ashington
As propostas para reintroduzir os serviços ferroviários de passageiros entre Newcastle e as comunidades do sudeste de Northumberland têm sido discutidas desde a década de 1990. No início de 2010, o Northumberland County Council se interessou pelas propostas, encarregando a Network Rail para concluir o primeiro estudo sobre a viabilidade do projeto em junho de 2013. Isso foi seguido por um estudo mais detalhado, encomendado em junho de 2015, que confirmou que a reintrodução de um serviço frequente de passageiros de sete dias por semana entre Newcastle e Ashington era viável e poderia fornecer benefícios econômicos de £70 milhões, com mais de 380 000 pessoas usando a linha a cada ano até 2034.
Apesar de uma mudança na liderança política do Conselho do Condado após as eleições locais de 2017 a autoridade continuou a desenvolver o projeto, incentivada pelo relatório do Departamento de Transportes de novembro de 2017, chamado A Strategic Vision for Rail (em tradução livre, Uma visão estratégica para ferrovias), que nomeou a linha como uma possível candidata para uma futura reintrodução dos serviços de passageiros. Planos mais detalhados foram anunciados em julho de 2019, os quais teriam dividido o projeto em quatro fases para reduzir os custos do projeto. A fase inicial, estimada em £90 milhões, propunha a criação ou a reabertura de estações ferroviárias nacionais em Northumberland Park (a estação de metrô em North Tyneside, que não deve ser confundida com a estação ferroviária em Londres), para intercâmbio com o Tyne and Wear Metro, Newsham, Bedlington e Ashington, e a realização de várias outras atualizações de infraestrutura, permitindo que um serviço de passageiros fosse fornecido de hora em hora entre estes locais e Newcastle. Duas outras estações, em Seaton Delaval e Bebside, deveriam ser adicionadas na Fase 2, com outras atualizações de infraestrutura nas Fases 3 e 4 para permitir que a frequência fosse dobrada para a cada meia hora. Em Agosto de 2020, foi relatado que essas quatro fases propostas poderiam ser fundidas em uma única.
O Departamento de Transporte alocou uma verba inicial de £1,5 milhão para os custos do projeto em janeiro de 2020, que foi complementada por uma alocação de £10 milhões por parte do Northumberland County Council no mês seguinte. Este financiamento permitiu trabalhos detalhados de pesquisa no local, com início em outubro de 2020. A alocação de mais £34 milhões em financiamento do governo do Reino Unido para o projeto, em janeiro de 2021, permite que o terreno necessário seja comprado, projetos detalhados sejam preparados e alguns trabalhos preparatórios possam começar. Espera-se que o governo britânico financie o restante do custo do projeto, estimado em £166 milhões em janeiro de 2021, assim que a fase final dos trabalhos de design estiverem concluídas.
Prevê-se que a fase de construção principal possa começar em junho de 2022, permitindo a inauguração em 2024.

## Layout e plataformas

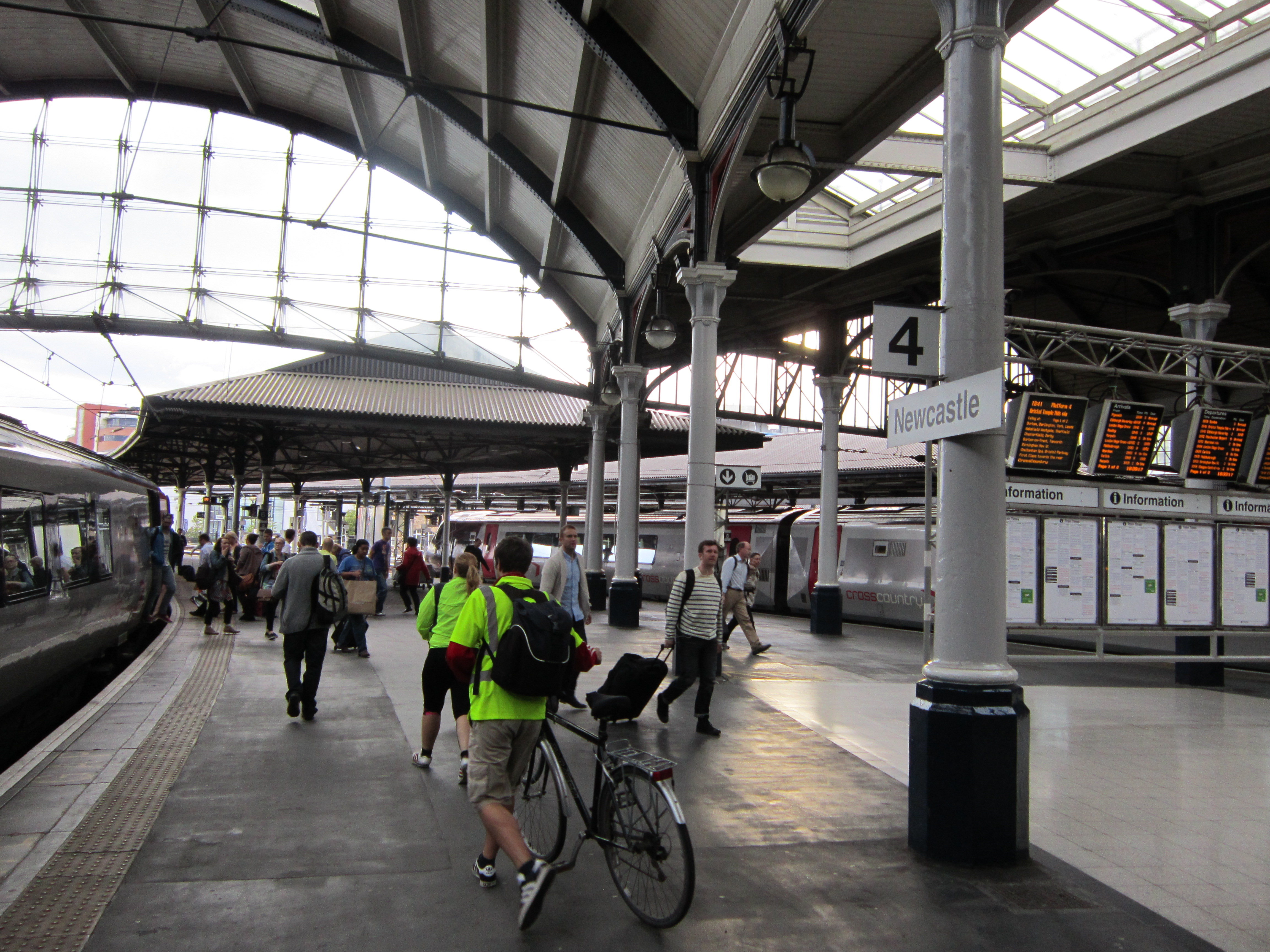
Passageiros embarcando e desembarcando em uma unidade múltipla eletro-diesel Class 221, da CrossCountry, na plataforma 4

A estação tem 12 plataformas de superfície, servidas por serviços ferroviários pesados, com mais duas plataformas subterrâneas servidas pela rede Tyne & Wear Metro.
- Plataforma 1: uma bay platform voltada para o leste, servindo serviços da Northern Trains da East Coast Main Line. Após a mudança de horários de maio de 2019, esta plataforma é usada com menos frequência, já que a maioria dos serviços da Northern a partir de Morpeth agora continua para o oeste ao longo da Tyne Valley Line;[41]
- Plataforma 2: A plataforma principal para os serviços da CrossCountry e London North Eastern Railway em direção ao norte ao longo da East Coast Main Line, em direção a estação Edinburgh Waverley;
- Plataformas 3 e 4: As principais plataformas para serviços da CrossCountry em direção a Birmingham New Street, Sudeste e Costa Sul da Inglaterra, e serviços LNER em direção ao sul ao longo da East Coast Main Line, em direção a London King's Cross. Essas plataformas também são (com menos frequência) usadas por serviços que se dirigem ao norte ao longo da East Coast Main Line, bem como por serviços que terminam em Newcastle;
- Plataformas 5-8: Todas as quatro plataformas compartilham a plataforma de ilha mais recente, usada principalmente pelos serviços da Northern Trains em direção ao oeste ao longo da Tyne Valley Line, em direção a Hexham e Carlisle, e ao leste ao longo da Durham Coast Line, em direção a Sunderland, Hartlepool e Middlesbrough;
- Plataformas 9-12: quatro plataformas terminais voltadas para oeste. As plataformas 9 e 10 são usadas pelos serviços da TransPennine Express para a Estação Manchester Airport e Liverpool Lime Street, bem como alguns serviços da Northern Trains em direção ao oeste ao longo da Tyne Valley Line. A plataforma 11 é usada, principalmente, pelos serviços da CrossCountry em direção a Birmingham New Street, Sudeste e Costa Sul. A plataforma 12 é utilizada, principalmente, pelos serviços de CrossCountry que terminam em Newcastle.

## Reforma da Estação

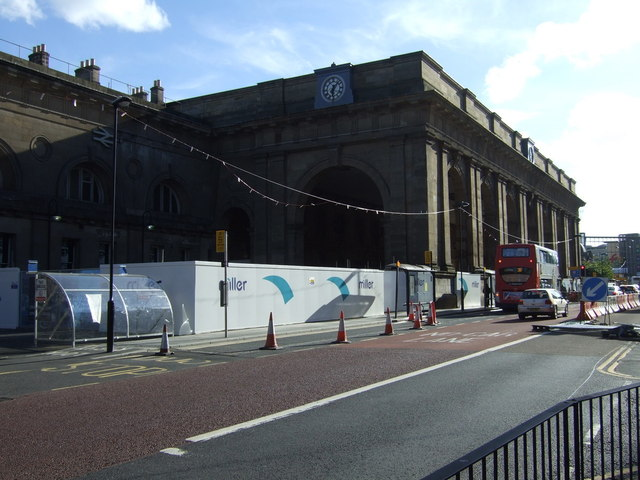
Reforma em andamento na entrada da estação Newcastle Central

Os planos para uma grande reforma foram revelados em 30 de abril de 2013, incluindo um projeto de £8,6 milhões para regenerar o interior da estação, e mais £11,4 milhões para desenvolver seus arredores. A remodelação do pórtico foi concluída em abril de 2014.
Os planos de redesenvolvimento continham uma série de mudanças, incluindo:
- Novo espaço de comércio na área do pórtico, bem como substituindo a bilheteria e o centro de viagens existentes. Isso dobra o espaço de comércio, para torná-lo equivalente ao da estação London King's Cross. A região do pórtico também foi envidraçada para fornecer proteção contra intempéries.[42][43][46][47]
- O centro de viagens e a bilheteria foram reduzidos em tamanho e realocados para além da unidade local da Sainsbury's.[42][43][48]
- Instalações sanitárias melhoradas.[42][43][47]
- Sinalização mais clara.[42][43][47]
- Aumento do espaço coberto para bicicletas.[43]
- Um layout mais simples que, supostamente, acentua a arquitetura do local, listada como Grau I pelo Patrimônio Histórico Inglês. A linha de visão em todo o saguão também foi melhorada.[43]
- Jateamento de areia nas paredes e nova iluminação foram instalados.[48]
- Os pontos de acesso anteriores foram movidos para facilitar a entrada e saída da estação.[42]
- Salas de espera melhoradas.[47]
- Alteração da estrutura da passarela existente.[47]
- Novos elevadores e escadas rolantes.[47]
- Novos dosséis envidraçados.[47]

O plano de remodelação também incluiu uma série de mudanças na área ao redor da estação, incluindo:
- Nova praça de táxis para o lado leste do antigo pórtico.[43][46][48]
- Uma ciclovia de mão dupla na Neville Street.[42][48]
- Mudança dos padrões de fluxo de tráfego para diminuir o congestionamento de veículos.[49]
- Travessias de pedestres em Neville Street e Grainger Street.[42]
- Pedestrianização do espaço de estacionamento fora do Centurion Pub.[46][48]
- Passeios e esplanadas mais largas fora da estação.[42]

As obras começaram em maio de 2013 e concluídas em abril de 2014 pela Miller Construction, sendo que a estação funcionou normalmente neste período. O financiamento de £8,6 milhões para os trabalhos na parte interna foram fornecidos pelo Station Commercial Project Facility Fund, do Departamento de Transportes. Os trabalhos externos foram financiados, conjuntamente, por NE1 ltd, Regional Growth Fund e Newcastle City Council.
Em seu livro de 2017, Britain's 100 Best Stations, o jornalista e autor britânico Sir Simon Jenkins criticou duramente as obras realizadas no histórico pórtico de entrada da Newcastle Central, descrevendo seu envidraçamento, bem como sua conversão para uso no varejo, como um "desastre" e algo "impensado". Para ele, "o que era épico tornou-se anêmico"

## Infraestrutura ferroviária
Os trens cruzam o rio Tyne em uma das duas pontes. A High Level Bridge é mais antiga e está localizada a sudeste da estação, tendo sido projetada por Robert Stephenson e inaugurada em 27 de setembro de 1849. Sua localização significava que os trens norte-sul tinham que dar ré na estação para continuar sua jornada. Já a ponte King Edward VII, a sudoeste da estação, foi inaugurada em 10 de julho de 1906, permitindo que os trens norte-sul continuassem sem necessidade de darem ré. Ambas permitem que os trilhos ao norte e ao sul do rio formem um círculo completo, permitindo que os trens sejam virados, se necessário. O antigo depósito de Gateshead, próximo aos trilhos de conexão no lado sul do Tyne, espelhava a estação de Newcastle.
A estação era conhecida por seu conjunto complexo de entroncamentos de nível a leste, que facilitava o acesso à High Level Bridge e à East Coast Main Line, e era considerado o maior cruzamento do tipo no mundo, tornando-se tema de muitos cartões postais do início de 1900, intitulados "A maior travessia ferroviária do mundo" - fotografados do Castelo em direção à estação ou da estação em direção ao Castelo.
O entroncamento foi simplificado nos últimos anos, já que a abertura do metrô trouxe a retirada de muitos serviços ferroviários suburbanos pesados, e o fechamento das plataformas que operavam no lado norte da estação, eliminando a necessidade de uma travessia tão complexa. Grande parte desse trabalho foi realizado em 1988-89, como parte do projeto de remodelação e retirada de sinalização associado à eletrificação da East Coast Main Line. Uma nova plataforma de ilha nas antigas linhas de cargas foi comissionada como parte deste trabalho, com o controle de sinalização realocado para o Integrated Electronic Control Centre (IECC) de Tyneside, no lado oposto do rio. O depósito de Heaton fica ao norte da estação, na East Coast Main Line.

## Acidentes e incidentes
- Em 17 de agosto de 1951, duas unidades elétricas múltiplas colidiram de frente depois que uma delas avançou em um sinal de perigo. Duas pessoas foram mortas.[54]
- Em 19 de abril de 1955, ocorreu uma colisão entre uma locomotiva V2 e uma locomotiva tanque Fairburn, nos entroncamentos de nível. Ambas descarrilaram.[55]
- Em 3 de julho de 1961, houve um incêndio significativo dentro do prédio da estação.[56] O fogo teve início em um duto de cabo, na hora do rush, com o novo sistema de sinalização da estação sendo colocado fora de operação, atrasando os trens da linha principal. Mais de 900m2 do telhado foram destruídos mas, felizmente, ninguém ficou ferido.

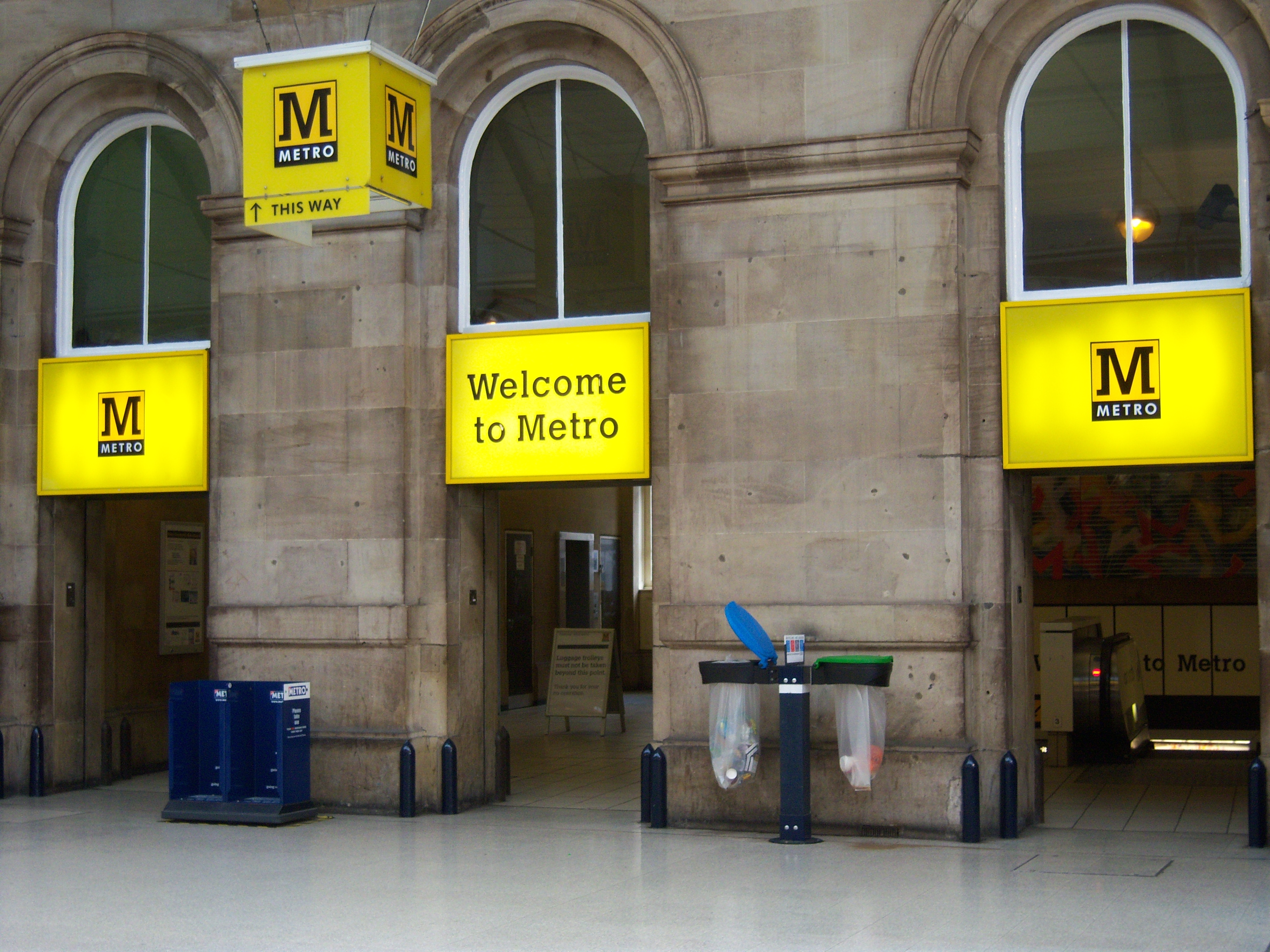
Entrada da estação de metro Central Station

## Tyne & Wear Metro
A Estação Newcastle Central está localizada acima da estação de metrô Central Station na Tyne and Wear Metro, uma das cinco que servem o centro da cidade. Ela é um cruzamento entre as linhas Yellow e Green e a última parada antes de cruzar o rio Tyne em direção a Gateshead.